# Нежевенко Григорій Семенович
Григо́рій Семе́нович Нежеве́нко (9 (22) вересня 1912, місто Голта — 25 липня 1993, місто Одеса) — український токар-швидкісник, передовик виробництва. Депутат Верховної Ради УРСР 4-го скликання. Кандидат в члени ЦК КПУ в 1952–1956 роках. Член ЦК КПУ в 1956–1960 роках.

## Біографія
Народився 9 (22) вересня 1912 року в селі Голта Кам'яномостівської волості Ананьївського повіту Херсонської губернії (тепер у складі міста Первомайська Миколаївської області в сїм'ї робітника.
Трудову діяльність розпочав у 1927 році. У 1932 році заочно закінчив машинобудівний технікум. З 1936 року працює токарем на Одеському верстатобудівному заводі (з 1947 року — заводі радіально-свердлильних верстатів) імені В. І. Леніна. В роки німецько-радянської війни разом з заводом був евакуйований до міста Стерлітамак (Башкортостан). Член ВКП(б) з 1943 року.
За час своєї роботи удосконалив токарний верстат, створив ряд пристроїв і різців. Був одним з ініціаторів впровадження швидкісних методів різання металу. В 1953 році став ініціатором змагання за скорочення допоміжного часу в процесі виготовлення деталей, у 1958 році — ініціатором організації заводського інституту передового досвіду.

## Нагороди
- Орден Жовтневої Революції;
- Орден Трудового Червоного Прапора;
- Орден Дружби народів;
- медалі
- дві золоті, срібна і бронзова медалі Виставки досягнень народного господарства СРСР
- Почесна грамота Президії Верховної Ради Української РСР (1961)
- Сталінська премія ІІІ ст. (1950)